# مخنیتسه (استان اوپوله)
مخنیتسه (به لهستانی: Mechnice) یک منطقهٔ مسکونی در لهستان است که در گمینا دانبرووا (استان اوپوله) واقع شده‌است. مخنیتسه ۹۸۰ نفر جمعیت دارد.